# Fondation B612
Pour les articles homonymes, voir B612.
La fondation B612 est une fondation privée sans but lucratif dont le siège est aux États-Unis, vouée à la protection de la Terre contre les frappes d'astéroïdes.

## Description
Elle est dirigée principalement par des scientifiques, d'anciens astronautes et ingénieurs de l’Institute for Advanced Study (« Institut d'étude avancée »), Southwest Research Institute, université Stanford, NASA et de l'industrie spatiale. 
En tant qu'organisation non gouvernementale, ses deux axes de recherche liés sont d'aider à détecter les astéroïdes qui pourraient un jour frapper la Terre et trouver les moyens technologiques de dévier leur trajectoire afin d'éviter de telles collisions. En 2012, la fondation a annoncé qu'elle allait concevoir et construire un télescope spatial à financement privé, Sentinel, pour détecter les astéroïdes dangereux. Celui-ci devait être lancé en 2017-2018. Une fois stationné sur une orbite similaire à celle de Vénus, le télescope infrarouge surfusion de Sentinel aurait permis ensuite d'identifier les astéroïdes dangereux et autres objets géocroiseurs (NEO) qui présentent un risque de collision avec la Terre. Ce projet est annulé mais la NASA développe le télescope NEO Surveyor qui reprend la mission.

## Origine
La fondation est née à la suite d'un atelier de la NASA d'octobre 2001, sur les moyens de se protéger des astéroïdes géocroiseurs et qui réunissait une vingtaine d'experts en astéroïdes ou en technologie spatiale. Ses deux axes de recherche, très liés, sont d'aider à détecter l'ensemble des astéroïdes susceptibles un jour de percuter la Terre et de trouver les moyens technologiques capables de dévier leur trajectoire suffisamment à l'avance afin d'éviter cette collision.
Son nom B612, provient du nom de l'astéroïde d'origine du Petit Prince dans le roman éponyme d'Antoine de Saint-Exupéry.